# Distretto di Bir El Djir
Il distretto di Bir El Djir è un distretto della provincia di Orano, in Algeria.

## Comuni
Il distretto di Bir El Djir comprende 3 comuni:
- Bir El Djir
- Hassi Ben Okba
- Hassi Bounif